# 一发
一發是日本麻將中的一種和牌的方式，1翻。在宣言立直之後的一巡以內和了的情況下成立，但有人叫牌即不成立。

## 定義
自家立直後，以下任一種情況發生前即胡牌，成立一發。
- 他家叫牌（吃、碰、槓）
- 嶺上開花（立直後嶺上開花僅暗槓，因為槓了所以沒有一發）
- 自家在立直後捨牌（已經不是一巡以內）

也就是說，一發的有效範圍是從宣言立直開始，到下一次的自摸時結束。

## 概要
- 一發可以和幾乎所有的役複合。且一定與立直（含雙立直）複合，胡牌時至少2翻。不過，不能和搶槓、嶺上開花和河底撈魚複合。無法與河底撈魚覆合的原因是宣言立直時，必須最少還有一次自摸機會。
- 在有些雀荘，當一發達成時，可以得到額外的獎金。
- 在別人立直後故意叫牌，稱為破一發，是一種避免立直的人一發胡牌所採用的戰術。
- 少數麻將比賽為了減少運氣成分，不採用一發役種。